# 諏訪賴忠
諏訪賴忠（1536年—1606年9月13日）是日本戰國時代至江戶時代初期的武將。信濃國諏訪氏一族。父親是諏訪滿隣。

## 生平
在天文5年（1536年）出生。天文11年（1542年）6月，從兄兼諏訪氏當主賴重因為甲斐國的武田信玄侵攻諏訪而自殺。父親滿隣在高遠賴繼、矢島滿清等人策劃篡奪諏訪大社上社的大祝時，擁立賴重的遺兒千代宮丸（虎王丸，後來改名為長岌），此後滿隣動向不明。而滿隣的兒子賴忠和賴豐、賴辰則仕於武田家。
諏訪大社的大祝由賴重的弟弟賴高擔任，不過賴高在天文11年（1542年）被殺害，根據『當社神幸記』中記載，賴忠在同年12月以前就成為諏訪大社上社的大祝，在12月7日進行諏訪明神御渡的注進（亦有說法指在此時流浪），並在天文16年（1547年）1月11日改名為賴忠。永祿7年（1564年）7月19日，在武田氏侵攻飛驒之際，受信玄要求而祈禱。在永祿8年（1565年）12月和永禄9年（1566年）再興諏訪大社上社和末社的祭禮。天正6年（1578年）、天正7年（1579年），武田勝賴進行諏訪大社的造營，頼忠亦有協助。
天正10年（1582年），織田信長發動甲州征伐，武田氏滅亡，兄長在此戰中戰死。同年6月，信長在本能寺之變中死去後，驅逐河尻秀隆的郡代弓削重藏，並進入信濃高島城，繼承諏訪氏的家督，並與在此時侵攻信濃的德川家康對抗，接近北條氏政以圖再起（天正壬午之亂），不過在12月敗於酒井忠次、小笠原信嶺等家康派遣的信濃平定軍，於是以和睦的形式臣服，翌年（1583年）3月，維持諏訪郡的所領。
天正18年（1590年），家康移至關東地方，在此時跟從，被賜予武藏比企郡奈良梨、兒玉郡蛭川、埼玉郡羽生等合計1萬2千石所領。文祿元年（1592年），被移至上野總社，在這段期間把家督讓予嫡男賴水。慶長5年（1600年），在關原之戰中擔任江戶城的留守居役。在慶長11年8月11日（1606年9月13日）死去。享年70歲。